# Liste der Einträge im National Register of Historic Places im Carroll County (Tennessee)

Lage des Carroll Countys in Tennessee

Die Liste der Einträge im National Register of Historic Places im Carroll County in Tennessee führt die Bauwerke und historischen Stätten im Carroll County auf, die in das National Register of Historic Places aufgenommen wurden.

## Derzeitige Einträge
| [ 2 ] | Name                                          | Bild                                        | Eintragsdatum        | Lage                                                     | Ort        | Beschreibung |
| ----- | --------------------------------------------- | ------------------------------------------- | -------------------- | -------------------------------------------------------- | ---------- | ------------ |
| 1     | Court Theatre                                 | Court Theatre                               | 2012 ID-Nr. 12000115 | 155 Court Square 36° 0′ 4,3″ N, 88° 25′ 42,3″ W          | Huntingdon |              |
| 2     | First Cumberland Presbyterian Church-McKenzie |                                             | 1993 ID-Nr. 93000476 | 305 North Stonewall Street 36° 8′ 0″ N, 88° 31′ 13″ W    | McKenzie   |              |
| 3     | Hillsman House                                |                                             | 1982 ID-Nr. 82003955 | Old Hinkledale-McKenzie Road 36° 2′ 23″ N, 88° 36′ 44″ W | Trezevant  |              |
| 4     | Long Rock Methodist Episcopal Church, South   | Long Rock Methodist Episcopal Church, South | 2010 ID-Nr. 10000466 | 340 Long Rock Church Road 36° 2′ 59″ N, 88° 24′ 3″ W     | Huntingdon |              |
| 5     | McKenzie Depot                                | McKenzie Depot                              | 1996 ID-Nr. 96000336 | 85 East Bruce Street 36° 7′ 52″ N, 88° 31′ 9″ W          | McKenzie   |              |